# Municipio de St. Francis (condado de Lee)
El municipio de St. Francis (en inglés: St. Francis Township) es un municipio ubicado en el condado de Lee en el estado estadounidense de Arkansas. En el año 2010 tenía una población de 1882 habitantes y una densidad poblacional de 9,48 personas por km².

## Geografía
El municipio de St. Francis se encuentra ubicado en las coordenadas 34°47′26″N 90°33′36″O / 34.79056, -90.56000. Según la Oficina del Censo de los Estados Unidos, el municipio tiene una superficie total de 198.55 km², de la cual 186,64 km² corresponden a tierra firme y (6 %) 11.91 km² es agua.

## Demografía
Según el censo de 2010, había 1882 personas residiendo en el municipio de St. Francis. La densidad de población era de 9,48 hab./km². De los 1882 habitantes, el municipio de St. Francis estaba compuesto por el 48,3 % blancos, el 48,67 % eran afroamericanos, el 0,48 % eran amerindios, el 0,37 % eran asiáticos, el 1,01 % eran de otras razas y el 1,17 % eran de una mezcla de razas. Del total de la población el 2,34 % eran hispanos o latinos de cualquier raza.